# Canarium hirsutum
Canarium hirsutum är en tvåhjärtbladig växtart. Canarium hirsutum ingår i släktet Canarium och familjen Burseraceae.

## Underarter
Arten delas in i följande underarter:
- C. h. hirsutum
- C. h. multicostulatum
- C. h. beccarii
- C. h. leeuwenii